# Uwe Zötzsche
Uwe Zötzsche (né le 15 septembre 1960 à Zwenkau) est un footballeur est-allemand des années 1980 et 1990.

## Biographie
Uwe Zötzsche évolue comme milieu de terrain. Il commence au Lokomotive Leipzig, remportant trois coupes de RDA et est finaliste de la Coupe d'Europe des vainqueurs de coupe de football en 1987, en tant que titulaire. En 1990, il signe dans le club français du Racing Club de Strasbourg, pendant une saison, terminant deuxième du groupe A en D2, et perdant en barrages pour l'accession en D1. Il revient en Allemagne ensuite au KSV Hessen Kassel et au 1.FC Markkleeberg, sans rien remporter.

## Clubs
- 1979-1990 :  Lokomotiv Leipzig
- 1990-1991 :  RC Strasbourg
- 1991-1992 :  KSV Hessen Kassel
- 1992-1994 :  1.FC Markkleeberg

## Palmarès
- Championnat de RDA de football
  - Vice-champion en 1986 et en 1988
- Coupe d'Allemagne de l'Est de football

- - Vainqueur en 1981, en 1986 et en 1987
- Coupe d'Europe des vainqueurs de coupe de football
  - Finaliste en 1987